# Noidant-le-Rocheux
Noidant-le-Rocheux è un comune francese di 228 abitanti situato nel dipartimento dell'Alta Marna nella regione del Grand Est.

## Società

### Evoluzione demografica
Abitanti censiti